# بالاتر از دوستی
بالاتر از دوستی (به انگلیسی: More than Friends) تک‌آهنگی از هنرمند اهل رومانی اینا و ددی یانکی است که در ۱۸ ژانویه ۲۰۱۳ منتشر شد. سبک این اهنگ رگاتون است. 
این تک‌آهنگ در چارت‌های در رتبه اول و در چارت‌های، اسپانیا جزو ده ترانه اول قرار گرفت.